# Merluccius gayi
La merluza del Pacífico sur o merluza común (Merluccius gayi) corresponde a una especie de peces marinos, de la familia Merlucciidae.

## Descripción
Es un pez alargado, creciendo unos 85 cm como máximo; y se alimentan de peces pequeños, artrópodos y calamares.

## Subespecies
- Merluza chilena (Merluccius gayi gayi (Guichenot, 1848) ): costa de Arica hasta la isla de Chiloé.
- Merluza peruana (Merluccius gayi peruanus (Ginsburg, 1954) ): desde Ecuador hasta Ilo.

## Hábitat
Vive en aguas costeras, entre 50 y 500 m de profundidad.

## Uso y Consumo

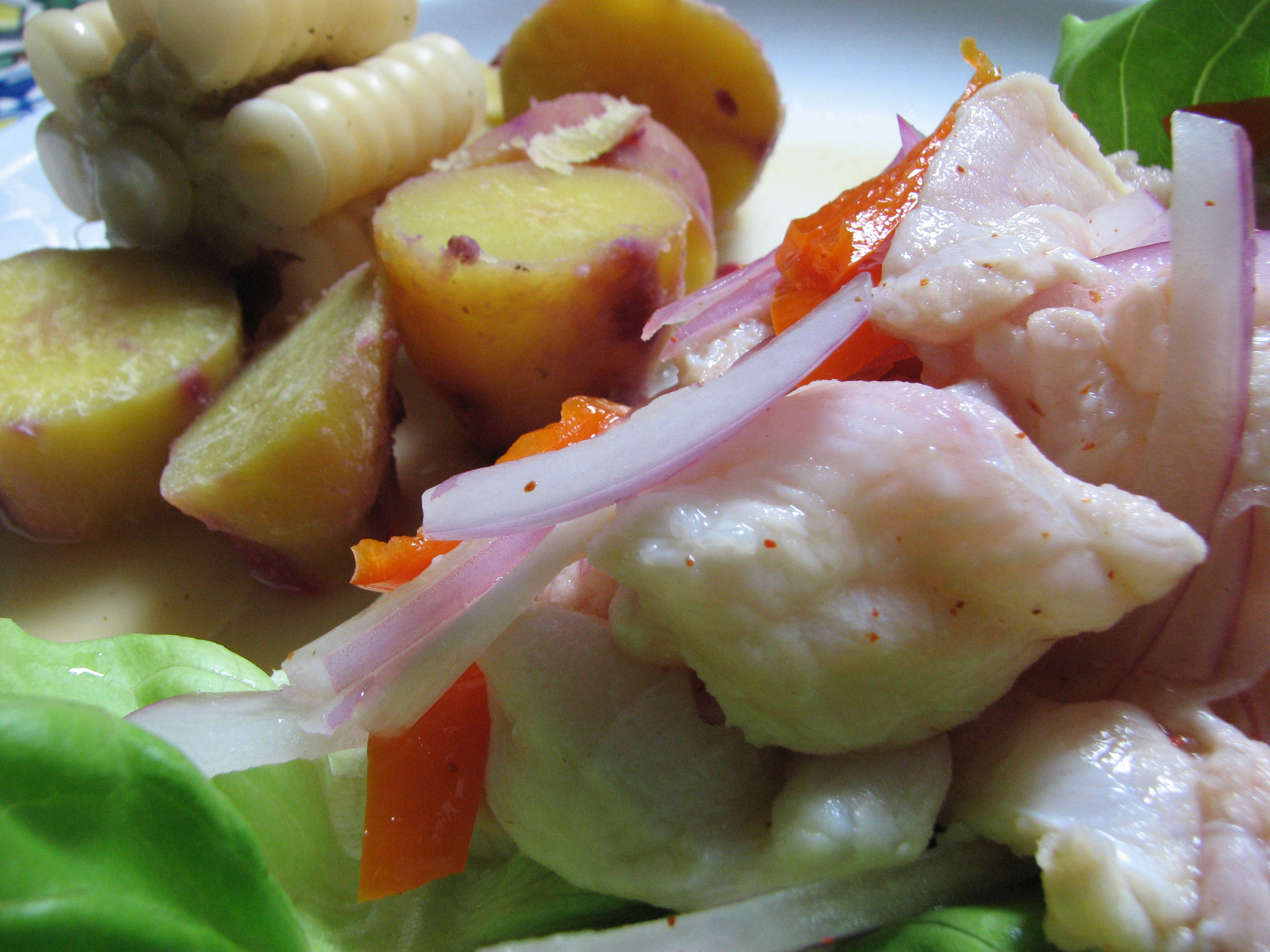
La merluza del Pacífico sur es usada en la elaboración de ceviche.

Se consume fresco, en una gran variedad de recetas,  pero también es usado para elaboración de surimi, congelado, salado, etc.
En el sur de Chile es común el consumo de sus huevos salteados en aceite.
Algunos países persisten en incluir peces de esta familia para el proceso de "reducción," convirtiendo adultos y juveniles en comodities como harina y/o aceite de pescado para alimentar animales.